# Флэш (фильм)
«Флэш» (англ. The Flash) — американский супергеройский фильм 2023 года, основанный на комиксах издательства DC Comics о супергерое Флэше, созданный компаниями Warner Bros. Pictures, DC Studios, Double Dream и Disco Factory и выпущенный в прокат Warner Bros. Pictures. Тринадцатый фильм в медиафраншизе «Расширенная вселенная DC» (DCEU). Режиссёром стал Энди Мускетти, сценарий написала Кристина Ходсон. Роль Барри Аллена / Флэша исполнил Эзра Миллер; также в фильме сыграли Саша Калле, Майкл Шеннон, Рон Ливингстон, Марибель Верду, Кирси Клемонс, Антье Трауэ и Майкл Китон. По сюжету Барри Аллен возвращается в прошлое, чтобы предотвратить смерть своей матери, что приводит к непредвиденным последствиям.
Разработка фильма о Флэше началась в конце 1980-х годов, и до 2014 года к проекту было привлечено множество сценаристов и режиссёров. После фильм стал разрабатываться как часть DCEU, а Эзра Миллер получил главную роль. В последующие годы к фильму было привлечено множество режиссёров, из которых Сет Грэм-Смит, Рик Фамуйива, Джон Фрэнсис Дейли и Джонатан Голдштейн покинули проект из-за творческих разногласий. Энди Мускетти и Кристина Ходсон присоединились к созданию фильма в июле 2019 года, а предпроизводство началось в январе 2020 года. Сюжет ленты основан на комиксе Flashpoint, вследствие чего было задействовано множество персонажей DC, включая Бена Аффлека и Майкла Китона, которые вновь исполнили роли своих версий Бэтмена. Съёмки проходили с апреля по октябрь 2021 года на студии Leavesden Studios, а также в окрестностях Великобритании.
«Флэш» вышел в прокат в странах СНГ (всех, кроме России и Беларуси) 15 июня 2023 года. В США премьера состоялась 16 июня. Фильм получил смешанные отзывы критиков, которые высоко оценили юмор, экшн-сцены и игру актёров, но негативно отозвались о третьем акте и визуальных эффектах. Сборы составили $271,3 млн по всему миру при производственном бюджете $200–220 млн без учёта затрат на маркетинг, что делает фильм одним из самых крупных кассовых провалов в истории. Убытки компании Warner Bros. составляют $200 млн.

## Сюжет
После помощи Брюсу Уэйну и Диане Принс в предотвращении ограбления больницы в Готэм-Сити Барри Аллен снова посещает дом своего детства и вспоминает свою юность с родителями Норой и Генри до момента, когда из-за судебной ошибки Генри заключают в тюрьму за убийство Норы. В день своей смерти Нора отправила Генри в продуктовый магазин за едой, которую она забыла купить. Нора осталась одна на кухне, где её убил неизвестный. Обуреваемый эмоциями, Барри случайно использует суперскорость и создаёт «Временную воронку[уточнить]», и обнаруживает, что с её помощью может перемещаться в прошлое на значительные временные отрезки. Несмотря на предупреждения Уэйна о том, что путешествие во времени может обернуться непредвиденными последствиями, Барри возвращается в день смерти Норы и предотвращает её гибель. Когда Барри возвращается в настоящее, другой спидстер выбивает его из Воронки, и Барри оказывается в альтернативном 2013 году, где Нора жива. Он сталкивается с родителями и собой в прошлом и понимает, что прибыл в тот день, когда впервые получил свои силы.
Барри и его более молодая альтернативная версия отправляются в полицейское управление Централ-Сити. Аллен воссоздаёт инцидент, благодаря которому получил способности. Обоих Алленов ударяет молния, однако Барри-2013 получает силы, а Барри из будущего — теряет. Когда Барри пытается обучить свою молодую версию правильно использовать свои способности, они узнают о намерении генерала Зода вторгнуться на Землю. С целью противостоять Зоду Аллены пытаются сформировать Лигу справедливости, но безуспешно, поскольку в этой нити времени они не могут найти Диану, Виктор Стоун не обрёл свои способности, а Артур Карри и вовсе не родился. Аллены отправляются в поместье Уэйнов, надеясь найти Брюса. Прибыв, они обнаруживают его альтернативную, более старую версию, отошедшую от борьбы с преступностью. Брюс объясняет концепцию мультивселенной, показывая, что путешествия во времени для изменения событий прошлого влияют не только на последующие, но и на предшествующие события. Два Барри убеждают Брюса помочь им найти Кал-Эла.
Аллены и Брюс находят криптонскую капсулу, обнаруженную в Сибири. По прибытии они находят двоюродную сестру Кал-Эла, Кару Зор-Эл. После спасения Кары Барри просит Брюса помочь ему вернуть свои силы, воссоздав инцидент. Первые две попытки не приносят результата и почти убивают Барри, что побуждает Кару отправить его в шторм, чтобы молния ударила его в третий раз, и способности вновь восстанавливаются. Кара, Брюс и Флэши объединяются для противостояния армии Зода. Во время битвы с Зодом Кара узнаёт, что тот перехватил капсулу младенца Кал-Эла и убил его во время неудачной попытки получить Кодекс, необходимый для повторного заселения криптонианской расы. Зод сообщает, что Кодекс внутри Кары. В ходе сражения Зод побеждает и убивает Кару и получает Кодекс из её крови, в то время как Брюс жертвует собой в безуспешной попытке уничтожить криптонианский корабль.
Аллены путешествуют во времени, чтобы спасти своих товарищей, но не могут изменить их судьбу. Барри понимает, что их не спасти, но Барри-2013 раз за разом возвращается во времени в безуспешных попытках спасти Брюса и Кару. По мере того, как Барри-2013 путешествует, мультивселенная начинает разрушаться. В результате злой спидстер, который изначально выбил Барри из Воронки, возвращается и оказывается будущей версией Барри 2013 года, который всё ещё верит, что может спасти свой мир от Зода и предотвратить смерть Брюса и Кары. Он объясняет парадокс причинно-следственной петли, который привёл к его собственному созданию, но злится, когда Барри раскрывает своё намерение обратить вспять изменения в нити времени, позволив Норе умереть. В ярости тёмный спидстер пытается убить Барри, но пронзает Барри-2013, который жертвует собой, чтобы спасти Барри, и стирает тёмного спидстера из нити времени. После этого Барри отменяет изменения, внесённые им для спасения матери, и смиряется с её смертью. Однако он вносит небольшое изменение в прошлое с целью создать новые доказательства невиновности Генри. В настоящем это изменение помогает оправдать Генри. После этого с Барри связывается Брюс, чья внешность вновь изменилась в результате действий Барри.

## Актёрский состав
- Эзра Миллер — Барри Аллен / Флэш:
Судебно-медицинский следователь из Централ-Сити[англ.] и член Лиги Справедливости, который может передвигаться со сверхчеловеческой скоростью благодаря своим способностям и доступу к Силе Скорости[13]. Миллер описал Аллена как многомерного человека с человеческими недостатками[14]. Также Эзра сыграл альтернативную версию Барри из 2013 года[15] и злую версию того же Барри, известную как «Тёмный Флэш[англ.]»[16]. Иэн Ло исполнил роль юного Барри[17], а Эд Уэйд, дублёр Миллера, в эпизодах с участием обеих версий персонажа изобразил Барри из 2013 года[18].
- Саша Калле — Кара Зор-Эл / Супергёрл:
Могущественная криптонианка, двоюродная сестра Кал-Эла / Кларка Кента / Супермена. Кара обладает такими же способностями и костюмом, что и Супермен[19][20]. Калле — первая латиноамериканская актриса, играющая Супергёрл[19][21].
- Майкл Шеннон — Генерал Зод:
Криптонский военачальник, обладающий теми же способностями, что и Супермен, и убитый им в фильме «Человек из стали» (2013)[22]. Эта версия Зода — из альтернативной нити времени, где вместо Кал-Эла на Землю приземлилась Кара. Шеннон получил благословение режиссёра «Человека из стали» Зака Снайдера на повторное исполнение роли Зода[23].
- Рон Ливингстон — Генри Аллен[англ.]:
Отец Барри, который был неправомерно осуждён за убийство своей жены. Ливингстон заменяет Билли Крудапа, который ранее играл персонажа в «Лиге справедливости» (2017) и «Лиге справедливости Зака Снайдера» (2021)[17]. Крудап не смог вернуться к роли в силу графика съёмок в телесериале «Утреннее шоу»[17].
- Марибель Верду — Нора Аллен[англ.]: мать Барри, убитая в его юности[24].
- Кирси Клемонс — Айрис Уэст: журналист Picture News и возлюбленная Барри[25].
- Антье Трауэ — Фаора[англ.]: помощница генерала Зода, которая была отправлена в Фантомную зону[англ.] в конце фильма «Человек из стали». Эта версия — из альтернативной нити времени, где на Землю приземлился не Кал-Эл, а Кара[22].
- Майкл Китон — Брюс Уэйн / Бэтмен:
Богатый светский человек из Готэм-Сити, который ведёт двойную жизнь в качестве борца с преступностью. Является вариантом Бэтмена DCEU, изображённого Беном Аффлеком, и появляется в результате вмешательства Барри в нить времени. Ранее Китон играл персонажа в фильмах «Бэтмен» (1989) и «Бэтмен возвращается» (1992)[26].
  - Аффлек, не упомянутый в титрах[27], появляется в фильме в роли оригинальной версии Брюса Уэйна / Бэтмена из нити времени Барри. Лидер Лиги справедливости. По словам режиссёра Энди Мускетти, персонаж играет важную роль в эмоциональном воздействии фильма через отношения с Барри Алленом, отчасти потому, что их матери обе были убиты[28]. Аффлек заявил, что сцены с его участием в картине стали его любимыми в роли персонажа и «хорошим завершением» для его версии Бэтмена[29]. Бен добавил, что пять минут его экранного времени — тот момент, когда он «действительно понял персонажа» и осознал, как его играть[30].
  - Джордж Клуни, также не указанный в титрах, появляется в роли Брюса Уэйна в финальной сцене фильма, заменив версию Аффлека; ранее Клуни играл персонажа в фильме «Бэтмен и Робин» (1997)[31].

Джереми Айронс исполнил роль Альфреда Пенниуорта, Темуэра Моррисон — альтернативной версии Тома Карри из нити времени Барри 2013 года, Галь Гадот — Дианы Принс / Чудо-женщины, а Джейсон Момоа — Артура Карри / Аквамена. Сирша-Моника Джексон и Руди Манкузо сыграли соответственно Пэтти Спивот и Альберта Дезмонда, коллег Барри по работе, а Санджив Бхаскар — Дэвида Сингха, начальника Барри. Люк Брэндон-Филд изобразил Эла Фальконе, лидера террористической команды, которая в начале фильма грабит больницу Готэма. Николай Костер-Вальдау появляется в роли человека, у которого Барри-2013 украл кусок пиццы, а режиссёр Энди Мускетти — в роли репортёра, у которого оригинальный Барри украл хот-дог. Кроме того, Карл Коллинз сыграл адвоката Генри Аллена.
Версии Супермена в исполнении Генри Кавилла и Капитана Бумеранга в исполнении Джая Кортни из DCEU также появились благодаря использованию компьютерной графики; Кавилл снимался в дополнительных сценах для фильма, но они были удалены во время постпроизводства. Николас Кейдж исполнил эпизодическую роль альтернативной версии Супермена; первоначально Кейдж должен был сыграть данного персонажа в неснятом фильме Тима Бёртона «Супермен жив»; позже он озвучил Супермена в мультфильме 2018 года «Юные титаны, вперёд!». Сцены с Кейджем были созданы с помощью объёмного захвата, а для его омоложения использовалась компьютерная графика. Благодаря использованию искусственного интеллекта и дипфейка в сцене «Силы Скорости» появляются воплощения Супермена, Бэтмена и Супергёрл из предыдущих проектов XX века, а именно: Кристофер Рив в образе Супермена из серии фильмов «Супермен» 1978—1987 годов, Хелен Слейтер в образе Супергёрл из фильма «Супердевушка» (1984), Адам Уэст в образе Бэтмена из фильма и телесериала 1966 годов, а также архивные кадры Джорджа Ривза в образе Супермена из фильма «Супермен и люди-кроты» (1951) и телесериала «Приключения Супермена» (1952—1958). Представлены и архивные аудиозаписи Сизара Ромеро и Джека Николсона в образах Джокера и Джека Напье / Джокера из телесериала 1960-х годов и фильма 1989 года соответственно. Графическая версия Джея Гаррика также появляется в картине. Первоначально сообщалось, что внешность персонажа будет основана на актёре Тедди Сирсе, который исполнил эпизодическую роль Хантера Золомона / Зума в телесериале «Флэш» (2014—2023); во втором сезоне данный персонаж маскировался под Гаррика. Сирс заявил, что не снимался в фильме, и признал сходство героя с собой. По словам студии, внешность Джея не была основана на каком-либо известном актёре.

## Производство

### Разработка

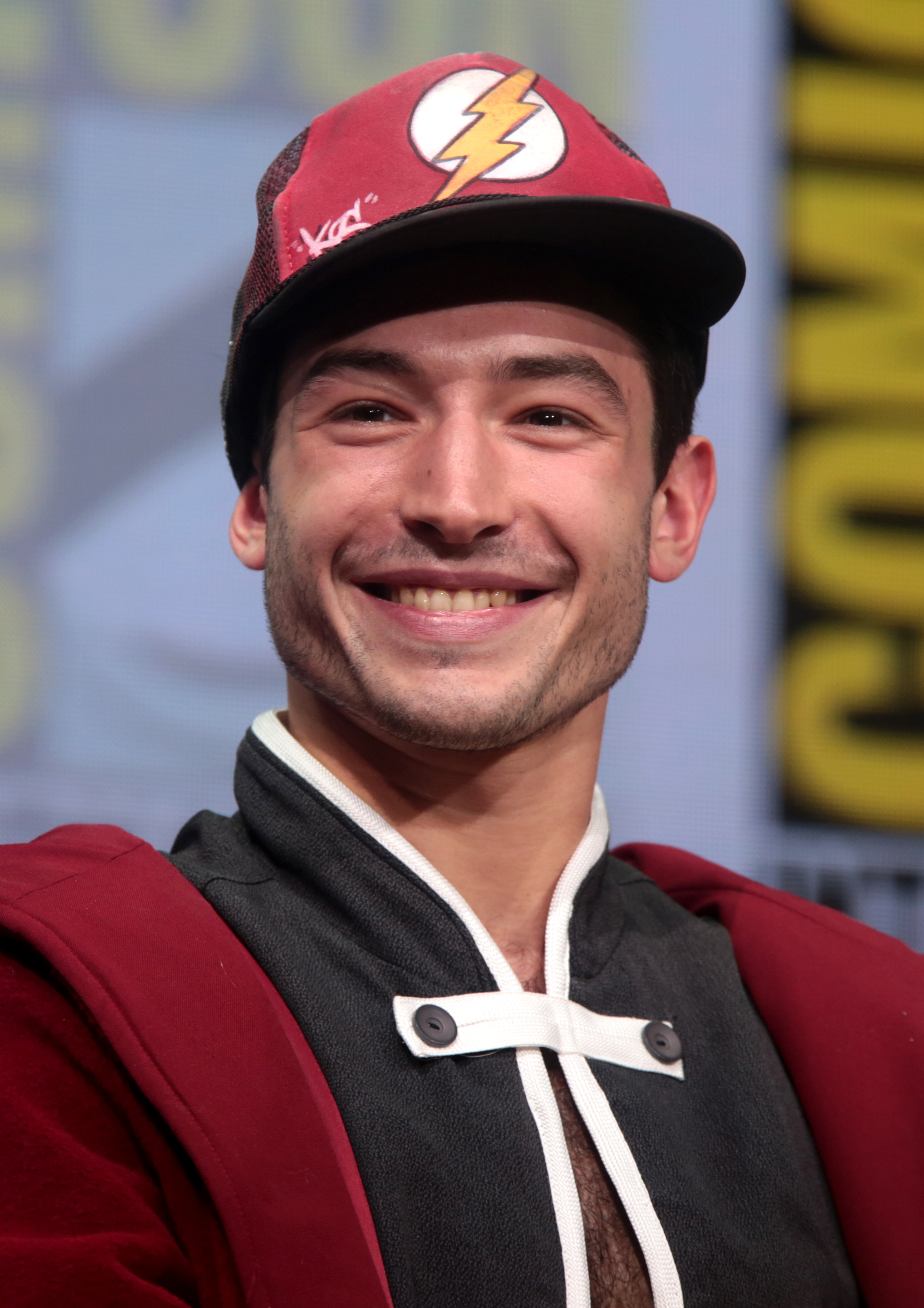
Эзра Миллер на San Diego Comic-Con в 2017 году

Разработка фильма, основанного на персонаже DC Comics, Флэше, началась в конце 1980-х, когда Warner Bros. Pictures наняла сценариста комиксов Джефа Лоуба для написания сценария, однако он так и не был реализован. Warner Bros. наняли Дэвида Гойера для написания, режиссуры и продюсирования «Флэша» в декабре 2004 года после того, как они были впечатлены его сценарием для «Бэтмена: Начало». Персонаж подошёл к Райану Рейнольдсу после совместной работы с Райаном над «Блэйдом: Троица» от Marvel, и режиссёр намеревался взять Уолли Уэста на роль второго плана. На Гойера повлияли трилогия Сэма Рэйми о Человеке-пауке и комикс «Флэш», созданный Майком Бароном, Марком Уэйдом и Джеффом Джонсом. В начале февраля 2007 года Гойер покинул проект, сославшись на творческие разногласия со студией, и Шон Леви был нанят, чтобы руководить и контролировать написание нового проекта, написанного Крисом Бранкато, в котором использовались элементы сценария Гойера. Леви ушёл в октябре из-за конфликта с руководством фильма «Ночь в музее 2». Дэвид Добкин занял пост режиссёра, развив проект как спин-офф фильма «Лига справедливости: Смертные», чтобы сосредоточиться на Уолли Уэсте. Крейг Райт написал сценарий в следующем месяце, до того, как «Лига Справедливости: Смертные» была отменена, а Warner Bros. назначили выпуск на 2008 год. Он был отложен из-за забастовки Гильдии сценаристов США 2007—2008 годов, и в июле 2009 года Чарльз Ровен присоединился к продюсированию, а Джефф Джонс консультировал и писал черновик сценария, который Дэн Мазо адаптировал для сценария. В октябре того же года Ровен сказал, что студия не была достаточно уверена в своих намерениях, чтобы дать зелёный свет проекту. Мазо оспорил заявление Ровена и сказал, что фильм продвигается, как и планировалось. В июне 2010 года сценаристы «Зелёного Фонаря» Грег Берланти, Майкл Грин и Марк Гуггенхайм были наняты для написания черновика сценария, основанного на недавнем комиксе Джонса с участием Барри Аллена. В июле 2013 года The Hollywood Reporter сообщил, что предварительный выход фильма назначен на 2016 год.
В октябре 2014 года Warner Bros. объявила, что «Флэш» выйдет 23 марта 2018 года в составе Расширенной вселенной DC с Эзрой Миллер в роли Барри Аллена / Флэша; Миллер также появился эпизодически в роли Флэша в фильмах «Бэтмен против Супермена: На заре справедливости» и «Отряд самоубийц», а также снялся в «Лиге справедливости». В апреле 2015 года Фил Лорд и Кристофер Миллер написали черновик сценария, а Сет Грэм-Смит в октябре вёл переговоры о постановке и адаптации черновика сценария. Лорд и Миллер ненадолго подумали о том, чтобы стать режиссёрами проекта, но предпочли «Хана Соло. Звёздные войны: Истории». В феврале 2016 года выход фильма был перенесён на 16 марта 2018 года, а Грэм-Смит покинул проект в апреле 2016 года, сославшись на творческие разногласия, хотя Warner Bros. сохранили его сценарий. В июне того же года Warner Bros. наняли Рика Фамуйиву на должность режиссёра, и Кирси Клемонс была его лучшим выбором на главную женскую роль в следующем месяце, с Ритой Ора и Люси Бойнтон, также участвовавшими в кастинге, но Клемонс была выбрана на роль Айрис Уэст вскоре после этого. К тому времени фильм ещё не был готов к выходу после того, как его датой была названа дата выхода «Tomb Raider: Лары Крофт». В августе Рэй Фишер должен был появиться в фильме в роли Виктора Стоуна / Киборга, и Фамуйива подтвердил, что он появится в следующем месяце после того, как завершит пересмотр сценария. Билли Крудап к тому времени также вёл переговоры, чтобы сыграть отца Барри Генри Аллена. В следующем месяце Фамуйива покинул проект, сославшись на творческие разногласия со студией. В январе 2017 года Джоби Гарольд был нанят для переписывания сценария на одну страницу и сдал новый сценарий в мае, когда Роберт Земекис и Мэтью Вон вошли в шорт-лист на роль режиссёра, в то время как Сэм Рэйми, Марк Уэбб и Джордан Пил отклонили предложения.
В июле 2017 года на San Diego Comic-Con фильм был анонсирован под новым названием «Flashpoint», основанным на одноимённом комиксе. В это время Дэн Мазо участвовал в написании сценария. В сентябре того же года Галь Гадот должна была повторить свою роль Дианы Принс / Чудо-женщины, а в ноябре Джонс сказал, что история Бэтмена будет ключевым элементом сюжета; Джеффри Дин Морган выразил заинтересованность в повторении роли из «Бэтмена против Супермена: На заре справедливости». В январе 2018 года дуэт сценаристов Джона Фрэнсиса Дейли и Джонатана Голдштейна вступили в переговоры о написании и режиссуре. Студия обсудила с Беном Аффлеком возможность выступить в качестве режиссёра после того, как Земекис не смог освободиться из-за плотного графика, но Аффлек упустил возможность. Дейли и Гольдштейн были утверждены в качестве режиссёров в марте 2018 года, а в следующем месяце концепция Flashpoint была отброшена. Съёмки должны были начаться в июле 2018 года в Лондоне, в которых также должны были участвовать Гадот, Клемонс, Крудап и Фишер, а в августе сообщили, что съёмки должны были начаться в феврале в Атланте, а выйти фильм должен был в 2020 году. В октябре того же года сообщили, что фильм должен был выйти в прокат в 2021 году, а производство снова было отложено до 30 декабря 2019 года в Лос-Анджелесе.

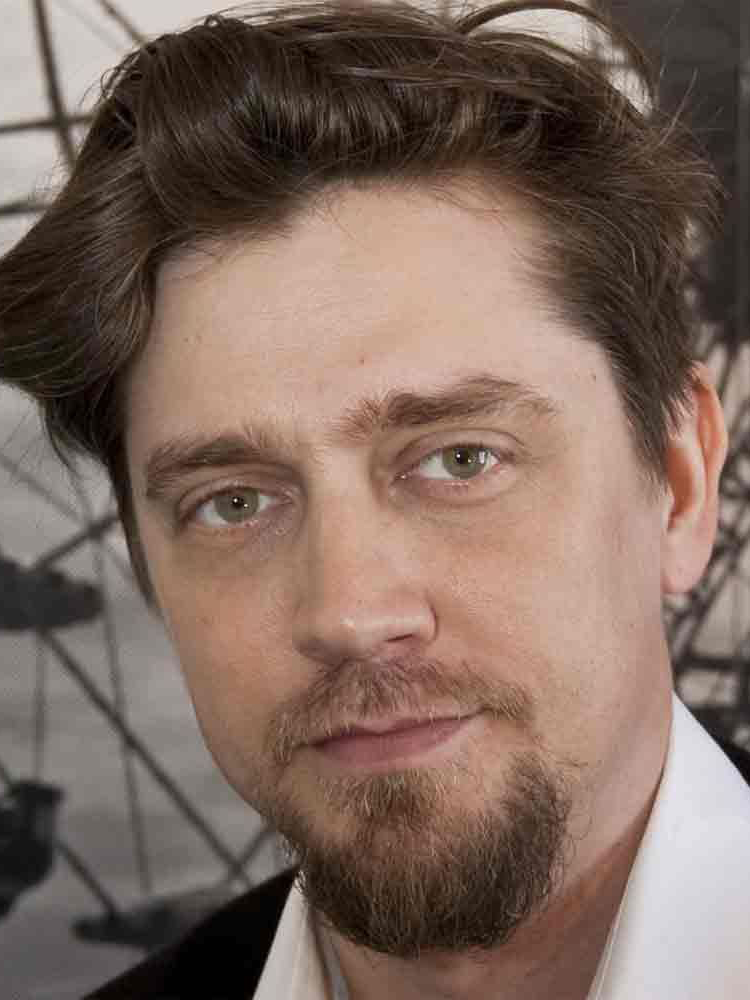
Энди Мускетти, режиссёр «Флэша»

В марте 2019 года, после творческих разногласий со сценарием Дейли и Гольдштейна, Миллер начал работать с автором комиксов Грантом Моррисоном над написанием нового сценария, который, как говорили, привнесёт более мрачный взгляд на персонажа после предполагаемого беззаботного подхода Дейли и Гольдштейна и продлить сделку по продаже фильма. Он также вернулся к названию «Флэш». В июле Дейли и Голдштейн покинули проект, а Энди Мускетти и Кристина Ходсон вступили в переговоры о режиссировании и написании нового проекта сценария, соответственно. Барбара Мускетти также присоединилась к Майклу Диско в качестве продюсера фильма. Причастность к фильму Энди и Ходсон была подтверждена в ноябре 2019 года, когда ожидалось, что съёмки начнутся в 2021 году, а релиз запланирован на 1 июля 2022 года, месяц спустя. В январе 2020 года Энди Мускетти заявил, что в фильм войдут элементы из сюжетной линии комиксов Flashpoint. В апреле выход фильма был перенесён на 3 июня 2022 года, когда Warner Bros. изменили свой график из-за пандемии COVID-19.

### Предпроизводство
В июне 2020 года Майкл Китон вёл переговоры о повторении своей роли Брюса Уэйна / Бэтмена из фильмов Тима Бёртона «Бэтмен» и «Бэтмен возвращается» в качестве версии Бэтмена из альтернативной вселенной для фильма, съёмки которого должны были начаться в начале 2021 года. В конце месяца к Рэю Фишеру обратились с предложением повторить его роль Киборга в фильме вместе с актёрами других членов Лиги Справедливости в эпизодической роли. В августе Китон был утверждён на роль, вместе с Беном Аффлеком, играющего версию Брюса Уэйна / Бэтмена из Расширенной вселенной DC. Аффлек решил вернуться, поскольку ему не пришлось бы играть главную роль в фильме. Спустя месяц после виртуального мероприятия DC FanDome «Исследуй мультивселенную» Барбара Мускетти заявила, что в фильме будут представлены многие персонажи из Вселенной DC, а Флэш будет «мостом между всеми этими персонажами и временными линиями», которые показаны в нём и будут использоваться для перезапуска непрерывности Расширенной вселенной DC без игнорирования того, что было раньше. В октябре Билли Крудап начал предварительные переговоры о присоединении к проекту в рамках новой сделки, уйдя из-за смены сценаристов и режиссёров, в то время как участие Кирси Клемонс было неопределённым. Выход фильма отодвинули на 4 ноября 2022 года из-за пандемии COVID-19. Съёмки должны были начаться в марте 2021 года в Лондоне.
В январе 2021 года Киборг был исключён из фильма после того, как Фишер отказался работать над каким-либо проектом с участием президента DC Films Уолтера Хамада, сославшись на его поведение на съёмочной площадке «Лиги справедливости Джосса Уидона». Переделывать роль не ожидалось. Фишер сказал, что он и Энди Мускетти «были на одной волне» в своём подходе к рассказам о супергероях, и отметил, что был бы «облом», если бы ситуация, связанная с его участием, не будет разрешена, и что он вернётся к роли Киборга в фильме, если Warner Bros. и Хамада принесут извинения. В том же месяце Энди и Барбара Мускетти прибыли в Великобританию для подготовки к съёмкам. Съёмки начались в апреле на студии Warner Bros. Studios в Ливсдене, Англия, после того, как Миллер завершил свою работу над третьим фильмом «Фантастических тварей», также в Великобритании. В феврале началось строительство декораций в Leavesden Studios, и Саша Калле сыграет роль Супергёрл. К тому времени Крудап должен был вернуться в роли Генри Аллена.
В марте 2021 года Клемонс подписала контракт, чтобы вернуться в роли Айрис Уэст, после того, как её роль была вырезана из Лиги справедливости, а Марибель Верду сыграет роль матери Барри Норы Аллен, хотя Крудап был вынужден бросить роль из-за конфликтов с его сериалом «Утреннее шоу». К концу месяца Китон сказал, что ещё не прочитал итерацию полученного сценария, и ему придётся прочитать последний черновик, прежде чем решить, сможет ли он принять участие в съёмках фильма. Он также сослался на пандемию COVID-19 в Великобритании как на озабоченность по поводу его участия и сбалансированности других его обязательств. Вскоре после этого Рон Ливингстон был взят на замену Крудапу в роли Генри Аллена, с Иэном Ло в роли молодого Барри Аллена, а Сирша-Моника Джексон и Руди Манкузо присоединились с нераскрытыми ролями. Variety также подтвердила, что Китон будет сниматься в фильме. С началом съёмок Мускетти сформировали свою продюсерскую компанию Double Dream, чтобы сопродюсировать фильм, а Марианна Дженкинс выступила в качестве исполнительного продюсера.

### Съёмки
Основные съёмки стартовали 19 апреля 2021 года в Лондоне, Англия, с Генри Брэйемом в качестве оператора. 26 апреля съёмки проходили в Leavesden Studios в Ливсдене.

### Постпроизводство
Джон «DJ» Дежарден выступил супервайзером визуальных эффектов в фильме после того, как он сделал это для фильмов Расширенной вселенной DC «Человек из стали», «Бэтмен против Супермена: На заре справедливости», «Лига справедливости» и «Лига справедливости Зака Снайдера».
Эзра Миллер участвовал в «регулярно запланированных дополнительных съёмках» фильма в середине 2022 года. После нескольких спорных инцидентов и арестов Миллера в 2022 году, Warner Bros. Discovery (в то время недавно образованная материнская компания Warner Bros. Pictures) начала испытывать растущее давление, приняв решение рассмотреть различные варианты судьбы фильма после того, как ранее надеялась, что отложенный релиз поможет избежать разногласий. В августе 2022 года студия рассматривала следующие варианты: Миллер получит профессиональную помощь, после чего даст интервью, в котором объяснит своё поведение, а затем примет участие в ограниченном количестве рекламной кампании фильма, который будет выпущен, как и планировалось; Миллер откажется от профессиональной помощи и будет исключён из рекламной кампании, а также будет заменён другим актёром в будущих проектах DC; если ситуация с Миллером будет ухудшаться, то фильм может быть отменён. Последнее решение было бы «беспрецедентным шагом» из-за большого бюджета в $200 млн, хотя это произошло бы после того, как Warner Bros. Discovery уже отменила почти законченный фильм «Бэтгёрл». Студия не рассматривала возможность замены Миллера другим актёром в «Флэше» из-за того, что он играл нескольких персонажей и появлялся почти в каждой сцене. Фильм считался «ключевым» для будущих планов Расширенной вселенной DC и был хорошо принят на тестовых показах, несмотря на юридические проблемы Миллера. Генеральный директор Warner Bros. Discovery Дэвид Заслав заявил, что видел «Флэша», он получил положительные отзывы от студии, и они были полны решимости выпустить его в кинотеатрах. Вскоре после этого Миллер принёс публичные извинения через своего представителя и объявил, что обратился за профессиональным лечением в связи со «сложными проблемами с психическим здоровьем».

## Музыка
Бенджамин Уоллфиш написал музыку к фильму. Ранее он работал с Мускетти над фильмами «Оно» (2017) и «Оно 2» (2019).

## Маркетинг
Первый тизер-трейлер фильма был представлен на DC FanDome в октябре 2021 года. Они сказали, что для создания полноценного трейлера или тизера недостаточно отснятого материала, но Уильям Хьюз из The A.V. Club считает, что эти кадры вполне можно отнести к тизеру. По его словам, возможность увидеть эти кадры является доказательством того, что фильм действительно будет снят после долгой и проблемной истории производства. Мэтт Пэтчес из Polygon и Джеймс Уитбрук из io9 отметили эти кадры как начало мультивселенной DC в кино, с намёками на версию Бэтмена от Майкла Китона и раскрытием того, что Миллер будет играть несколько версий Барри Аллена. В феврале 2022 года были выпущены дополнительные кадры из фильма в рамках тизера к линейке фильмов DC от Warner Bros., в которую входили такие фильмы, как «Бэтмен», «Чёрный Адам» и «Аквамен и потерянное царство» (до того, как «Флэш» и «Аквамен» были перенесены на 2023 год). Новый трейлер «Флэша» был показан на CinemaCon компанией Warner Bros. в апреле 2022 года. В трейлере был показан Бэтмен в исполнении Майкла Китона, который вызвал восхищение у присутствующих за то, что повторил фразу «You wanna get nuts? Let’s get nuts» (в русском дубляже «Бэтмена» — «Хочешь опять безумствовать? Давай, начинай!»; в СНГ-дубляже «Флэша» — «Хотите пойти вразнос? Пойдём вразнос!») из фильма «Бэтмен» (1989).
Первый трейлер «Флэша» был показан во время Супербоула LVII 12 февраля 2023 года, после чего трейлер начал демонстрироваться в кинотеатрах во время сеансов фильма «Человек-муравей и Оса: Квантомания». Трейлер получил наибольшее число просмотров в социальных сетях, опередив другие трейлеры, показанные к таким фильмам, как «Стражи Галактики. Часть 3» и «Трансформеры: Восхождение Звероботов».
25 апреля 2023 года на CinemaCon была показана незавершённая версия фильма. Кроме того, в сети появились второй трейлер и постер. Многие пользователи подчеркнули, что в трейлере особое внимание уделено Бэтмену. Джошуа Ривера из Polygon отметил, что видеоролик начинается и заканчивается Бэтменом в исполнении Китона, что, по его мнению, является попыткой привлечь зрителей с помощью ностальгии. Многие также отметили серьёзный тон трейлера; Дэвид Кроу из Den of Geek сравнил тон трейлера и дизайн Бэтпещеры с трилогией «Тёмный рыцарь».

## Премьера
«Флэш» вышел в прокат в США 16 июня 2023 года. Во всех странах СНГ, кроме России и Беларуси, премьера состоялась 15 июня. Первоначально выход планировался 23 марта 2018 года, а затем был перенесён на 16 марта 2018 года, но позже уступил «Tomb Raider: Ларе Крофт». Предполагаемый выпуск фильма был запланирован на 2021 год. После этого выпуск был запланирован на 1 июля 2022 года после прихода Мускетти. Затем он был перенесён на 3 июня 2022 года, позже на ноябрь 2022 года после того, как Warner Bros. изменила свой график из-за пандемии COVID-19, прежде чем снова был перенесён на июнь 2023 года, когда Warner Bros. снова скорректировала график выпуска своих фильмов, на этот раз из-за влияния COVID-19 на загруженность поставщиков визуальных эффектов.
«Флэш» был выпущен компанией Warner Bros. Home Entertainment в цифровом формате 18 июля 2023 года. Выход на Ultra HD Blu-ray, Blu-ray и DVD запланирован на 29 августа 2023 года.

## Восприятие
Сборы фильма «Флэш» составляют $108,1 млн в США и Канаде и $163,2 млн на других территориях, в общей сумме — $271,3 млн по всему миру. Фильм считается одним из самых крупных кассовых провалов в истории, а убытки компании Warner Bros. составили до $200 млн.
«Флэш» получил смешанные отзывы кинокритиков. Рецензенты положительно оценили юмор, экшн-сцены и игру актёров, но раскритиковали третий акт и визуальные эффекты. На агрегаторе рецензий Rotten Tomatoes «рейтинг свежести» фильма составляет 63 % со средней оценкой 6,3/10 на основе 384 отзывов. Консенсус критиков гласит: «„Флэш“ забавен, динамичен и в целом является одним из лучших фильмов DC за последние годы». На сайте Metacritic средневзвешенная оценка ленты составляет 55 из 100 на основе 55 рецензий, что означает «смешанные или средние отзывы». Зрители, опрошенные CinemaScore, дали фильму среднюю оценку «B» по шкале от A+ до F. По данным PostTrak, 77 % зрителей дали фильму положительную оценку, а 59 % сказали, что определённо рекомендуют его к просмотру.
Джошуа Йел из IGN поставил фильму 7 баллов из 10 и заявил: «„Флэш“ — амбициозный супергеройский фильм, который воплощает историю о двух мирах, двух Флэшах и двух Бэтменах. Супергеройский фансервис в этом фильме силён — возможно, иногда даже слишком — но он не затмевает искренне трагическую и проникновенную историю Барри Аллена. Несмотря на то, что визуальные эффекты не самые лучшие, а третий акт немного перенасыщен, сильные актёрские работы и удивительная серьёзность позволяют „Флэшу“ не сбиться с пути и обойти многие из последних фильмов вселенной DC. Если это действительно последняя остановка поезда Снайдервёрса, то это достойное завершение».
В 2022 году «Флэш» получил номинацию на премию «Золотой трейлер» в категории «Лучший тизер».

## Будущее
К октябрю 2022 года Дэвид Лесли Джонсон-Макголдрик, сценарист фильмов «Аквамен» (2018) и «Аквамен и потерянное царство» (2023), написал сценарий продолжения «Флэша» на случай, если фильм станет успешным. В его сценарии присутствуют Бэтмен в исполнении Майкла Китона и Супергёрл в исполнении Саши Калле. Предполагалось, что Warner Bros. не будет привлекать Миллера для участия в будущих фильмах в связи с юридическими проблемами актёра; несмотря на это, некоторые руководители Warner Bros. были готовы продолжить работу с Миллером, поскольку актёр начал проходить курс лечения. Позже в том же месяце со-генеральные директора DC Studios Джеймс Ганн и Питер Сафран сообщили, что Миллер может повторить свою роль в новой франшизе — «Вселенная DC» (DCU), но окончательное решение всё ещё не принято. Ганн подтвердил, что «Флэш» перезапустит Расширенную вселенную DC и, наряду с лентой «Аквамен и потерянное царство», приведёт к первому фильму DCU «Супермен» (2025). В мае 2023 года Энди Мускетти заявил, что если он и Барбара Мускетти будут участвовать в создании сиквела, то вернут Миллера к роли Флэша; Энди считает, что другого актёра, способного сыграть Барри Аллена так же, как Миллер, не существует.